# Латовичи (Ошмянский район)
Латовичи (бел. Ла́тавічы) — хутор в Ошмянском районе Гродненской области Белоруссии. В составе Жупранского сельсовета.

## География
Ближайшие населённые пункты Дукойни, Якелевщина и др.
Рядом трасса Р-63.

## История
В 1905 году в Ошмянском уезде Куцевичской волости Виленской губернии.
До 2 декабря 1961 года хутор входил в состав Повяжинского сельсовета, после — в состав Жупранского сельсовета.
До 20 июня 1988 года хутор входил в состав Полянского сельсовета.

## Население

### Численность
- 2009 год — 3 жителя

### Динамика
- 1999 год — 4 жителя (перепись населения)
- 2009 год — 3 жителя (перепись населения)[2]